# Scymnus auritus
Scymnus auritus es una especie de escarabajo del género Scymnus, familia Coccinellidae. Fue descrita científicamente por Thunberg en 1795.
Se distribuye por Reino Unido, Suecia, Países Bajos, Bélgica, Alemania, Noruega, Francia, Austria, Polonia, Dinamarca, Finlandia, Luxemburgo, España, Grecia, Bulgaria, Hungría, Irlanda, Italia, Suiza, Checa, Estonia, Croacia, Serbia, Eslovenia, San Marino, Turkmenistán, Turquía y Ucrania.
Mide 2-2,5 milímetros de longitud. Vive en la madera dura, especialmente en el roble.